# Dreiteiliger Ehrenpreis
Der Dreiteilige Ehrenpreis (Veronica triphyllos), auch als Finger-Ehrenpreis oder Dreiblättriger Ehrenpreis bezeichnet, ist eine Pflanzenart aus der Gattung Ehrenpreis (Veronica) innerhalb der Familie der Wegerichgewächse (Plantaginaceae).

## Beschreibung

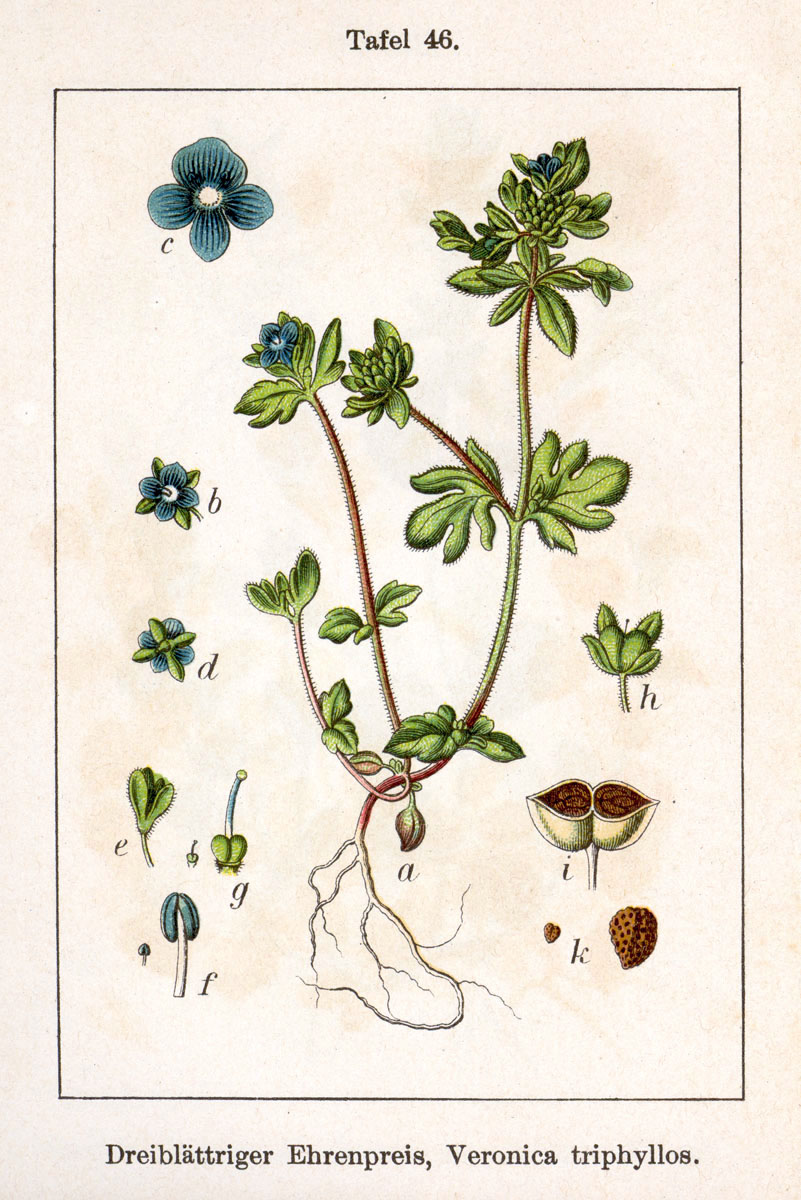
Illustration aus Sturm

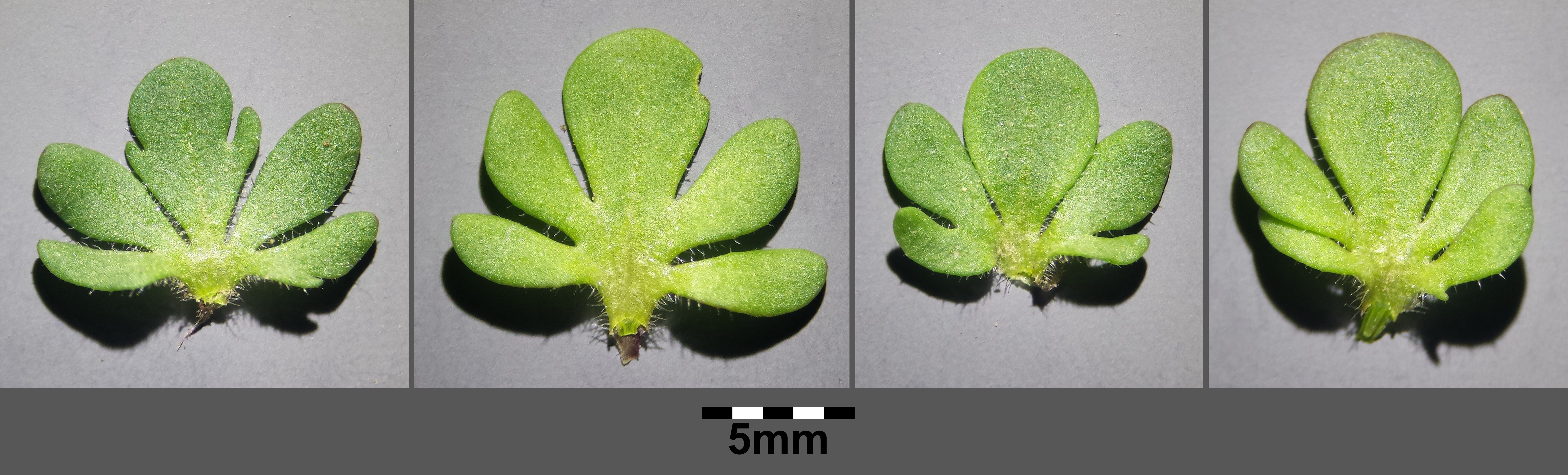
Handförmig geteilte Deckblätter

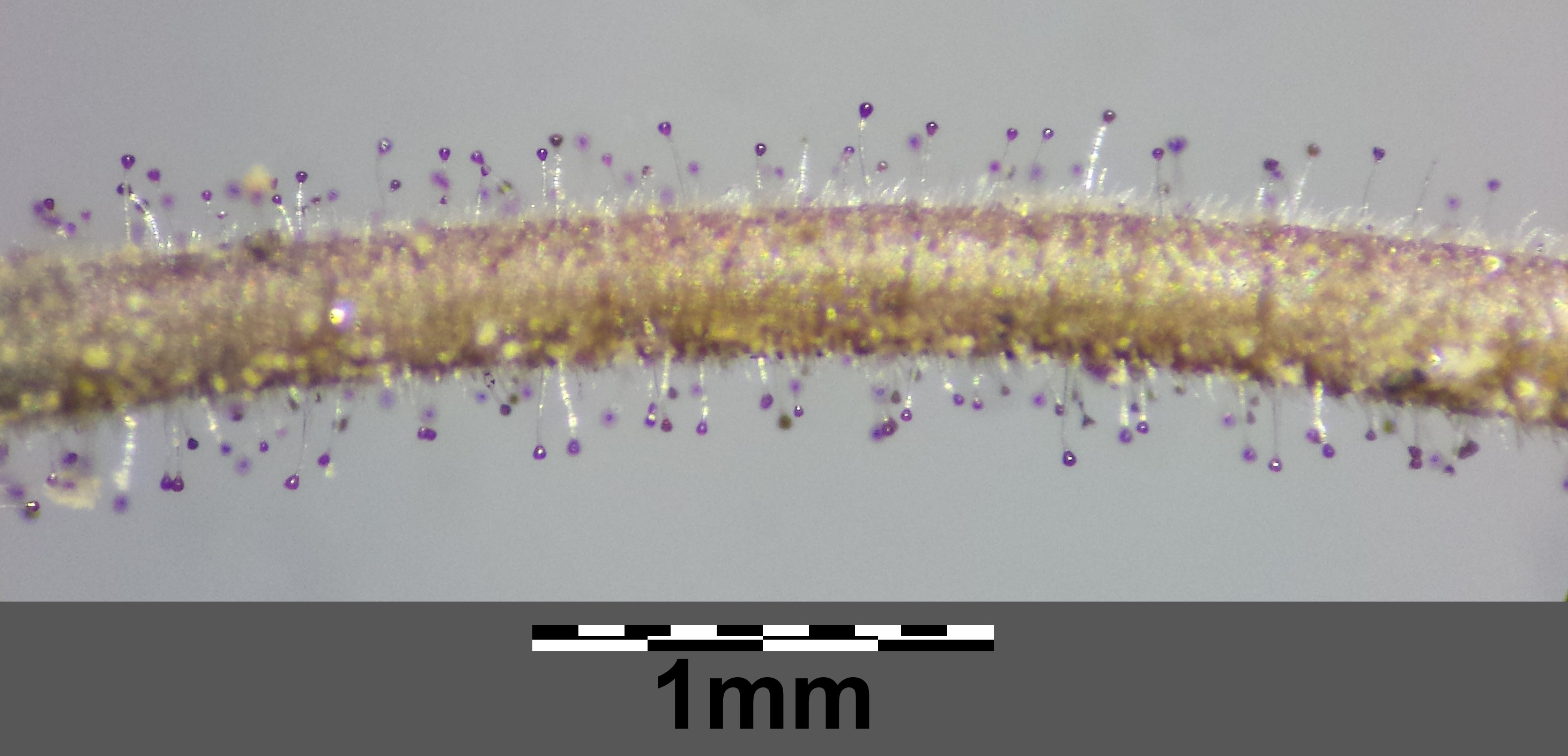
Blütenstiel mit Drüsenhaaren

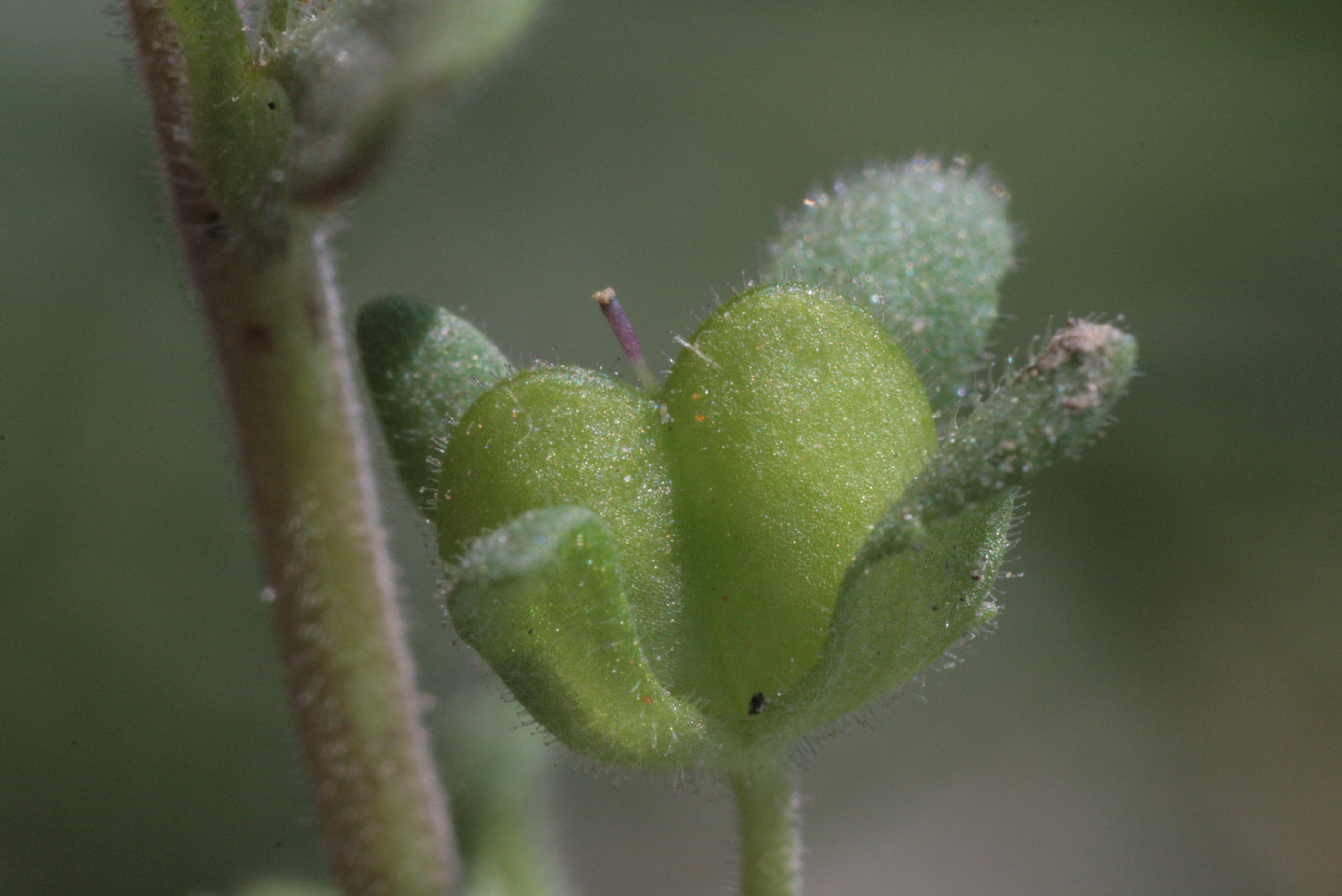
Unreife Kapselfrucht und die vier vergrößerten, haltbaren Kelchblätter

### Erscheinungsbild und Blatt
Der Dreiteilige Ehrenpreis wächst als einjährige krautige Pflanze und erreicht Wuchshöhen von 2 bis 15 Zentimetern. Sie hat einen unangenehmen Geruch. Der Stängel ist drüsig behaart und besitzt an der Basis meist mehrere aufsteigende Seitensprosse.
Die Laubblätter sind kurzgestielt. Die Blattspreite ist tief handförmig drei- bis fünfteilig gelappt und weist mehr oder weniger linealische Abschnitte auf. Die untersten Laubblätter sind oft nur gekerbt oder gebuchtet.

### Generative Merkmale
Die Blütezeit reicht vorwiegend von März bis Mai. Jeweils 8 bis 13 Blüten sitzen in einem lockeren traubigen Blütenstand zusammen.
Die zwittrigen Blüten besitzen eine doppelte Blütenhülle. Die vier Kelchblätter sind nur an ihrer Basis verwachsen und vergrößern sich nach der Anthese. Die Krone ist tief azurblau gefärbt und hat eine Länge von etwa 5 bis 8 Millimetern. Der Schlund der Krone ist weißlich oder gelblich. Die Kronröhre ist weiß. Die Staubblätter bestehen aus einem weißen, nicht verdickten Staubfaden und einem blaue Staubbeutel. Der Griffel ist 1 bis 2 Millimeter lang und violett überlaufen.
Die Fruchtstiele sind etwa so lang wie die tief dreispaltigen Deckblätter und stehen aufwärtsgebogen ab. Die Kapselfrucht ist rundlich, tief spitzwinklig ausgerandet und dicht drüsig behaart. Die dunkelbraunen bis schwarzen Samen sind 1,2 bis 1,6 Millimeter lang, etwa 1,1 Millimeter breit sowie etwa 0,6 Millimeter dick.
Die Chromosomenzahl beträgt 2n = 14.

## Ökologie
Beim Dreiteilige Ehrenpreis handelt es sich um einen mesomorphen Therophyten. Der Dreiblättrige Ehrenpreis wurzelt nur bis zu 15 Zentimeter tief.
Die Bestäubung erfolgt durch Wildbienen oder durch Selbstbestäubung. Die Blüten schließen sich nachmittags und bei trübem Wetter, wobei sich dann Staubbeutel und Narbe berühren und eine Selbstbestäubung erfolgt.
Die Ausbreitung der Diasporen erfolgt durch den Wind oder Wasser oder Ameisenausbreitung.

## Vorkommen
Veronica triphyllos ist von England und Skandinavien bis in den Mittelmeerraum mit Algerien und Marokko verbreitet. In östlicher Richtung dringt Veronica triphyllos bis Kleinasien, zum Kaukasusraum, nach Westasien, Zentralasien und Sibirien vor. Es handelt sich somit um ein eurasisch-submediterranes Florenelement.
In Österreich kommt der Dreiteilige Ehrenpreis zerstreut bis selten vor und ist gebietsweise gefährdet, so etwa in den Alpen. In der Schweiz ist die Art selten im Wallis und in Graubünden aufzufinden. Der Dreiteilige Ehrenpreis kommt in Deutschland zerstreut bis stellenweise verbreitet vor; in Nordwestdeutschland ist er sehr selten.
Der Dreiteilige Ehrenpreis wächst in Getreideunkrautgesellschaften, Weinbergen und an Wegrändern. Er gedeiht mehr oder weniger gut auf trockenen, oft kalkhaltigen Sandböden. Er ist etwas wärmeliebend. Er ist in Mitteleuropa eine Charakterart des Papaveretum argemone aus dem Verband Aperion spicae-venti. Selten kommt er auch in Gesellschaften des Verbandes Caucalidion lappulae oder in denen der Klasse Sedo-Scleranthetea vor.